# Richard Mead
Richard Mead (født 11. august 1673 i London, død 16. februar 1754 sammesteds) var en engelsk læge.
Meads familie blev forjaget fra England, og han kom derfor til at studere først i Leyden, senere i Padua, hvor han 1696 tog både den medicinske og den filosofiske doktorgrad. Han levede derefter en tid i Rom og Neapel, men vendte tilbage til London, hvor han fik en uhyre praksis og blev prinsen af Wales' læge. Fra 1703 var han læge ved Saint Thomas' Hospital. I 1744 blev han medlem af Royal Society. Mead overtalte boghandleren Thomas Guy til at testamentere en sum til oprettelse af et hospital (Guy's Hospital). Han var i sine tidligere år udpræget iatromediciner og skrev: De imperio solis et lunæ in corpora humana et morbis inde oriundis. Han skrev en mængde afhandling om epidemiske sygdomme, og hans Discourse on the Plague (1720) gav anledning til, at den andetsteds benyttede metode, at isolere pestpatienter uden for byerne, i steden for i hjemmene, blev indført i England.